# Dongusaurus
Dongusaurus es un género extinto de terápsidos terocéfalos. Los únicos restos de este animal han sido encontrados en la Formación Donguz I, localizada en la actual Federación Rusa, y datada en el periodo Triásico.

## Especies
Este género está compuesto por una única especie identificada:
- †Dongusaurus schepetovi (Vjuschkov, 1964)